# آرثر تشارلز هاردي
آرثر تشارلز هاردي (بالإنجليزية: Arthur Charles Hardy)‏ هو محامي وسياسي كندي، ولد في 3 ديسمبر 1872 في برانتفورد في كندا، وتوفي في 16 مارس 1962 في بروكفيل في كندا. حزبياً، نشط في الحزب الليبرالي الكندي. وقد انتخب عضو مجلس الشيوخ الكندي وانتخب عضو مجلس العموم الكندي وانتخب رئيس مجلس الشيوخ ‏ (13 مايو 1930 – 2 سبتمبر 1930).